# Limenitis iphiclus
Limenitis iphiclus är en fjärilsart som beskrevs av Carl von Linné 1758. Limenitis iphiclus ingår i släktet Limenitis och familjen praktfjärilar. Inga underarter finns listade i Catalogue of Life.